# Abu Danladi
Abu Danladi (Sekondi-Takoradi, 10 ottobre 1995) è un calciatore ghanese, attaccante del New Mexico Utd.

## Carriera
Il 4 gennaio 2017 firma un contratto con la Major League Soccer dove viene inserito nel Draft come prima scelta.
Il 13 gennaio viene ingaggiato dagli esordienti Minnesota United.
Il 7 maggio segna la sua prima rete da professionista contro lo Sporting Kansas City.
Il 19 novembre 2019 viene selezionato durante l'Expansion Draft dal Nashville.

## Statistiche

### Presenze e reti nei club
Statistiche aggiornate al 31 dicembre 2020.
| Stagione         | Squadra          | Campionato       | Campionato | Campionato | Coppe nazionali | Coppe nazionali | Coppe nazionali | Coppe continentali | Coppe continentali | Coppe continentali | Altre coppe | Altre coppe | Altre coppe | Totale | Totale |
| Stagione         | Squadra          | Comp             | Pres       | Reti       | Comp            | Pres            | Reti            | Comp               | Pres               | Reti               | Comp        | Pres        | Reti        | Pres   | Reti   |
| ---------------- | ---------------- | ---------------- | ---------- | ---------- | --------------- | --------------- | --------------- | ------------------ | ------------------ | ------------------ | ----------- | ----------- | ----------- | ------ | ------ |
| 2017             | Minnesota United | MLS              | 27         | 8          | USOC            | 1               | 0               | -                  | -                  | -                  | -           | -           | -           | 28     | 8      |
| 2018             | Minnesota United | MLS              | 16         | 1          | USOC            | 1               | 0               | -                  | -                  | -                  | -           | -           | -           | 16     | 1      |
| 2019             | Minnesota United | MLS              | 25+1       | 2          | USOC            | 2               | 0               | -                  | -                  | -                  | -           | -           | -           | 28     | 2      |
| Totale Minnesota | Totale Minnesota | Totale Minnesota | 69         | 11         |                 | 4               | 0               |                    | -                  | -                  |             | -           | -           | 73     | 11     |
| 2020             | Nashville        | MLS              | 17         | 2          |                 | -               | -               | -                  | -                  | -                  | -           | -           | -           | 17     | 2      |
| Totale carriera  | Totale carriera  | Totale carriera  | 86         | 13         |                 | 4               | 0               |                    | -                  | -                  |             | -           | -           | 90     | 13     |